# Kinyongia asheorum
Espèce
Statut de conservation UICN

 NT  : Quasi menacé
Statut CITES
Kinyongia asheorum est une espèce de sauriens de la famille des Chamaeleonidae.

## Répartition
Cette espèce est endémique du Kenya. Elle se rencontre entre 2 000 et 2 400 m d'altitude dans les monts Nyiro.

## Étymologie
Cette espèce est nommée en l'honneur de Sanda et James Ashe.

## Publication originale
- Nečas, Sindaco, Kořený, Kopečná, Malonza & Modrý, 2009 : Kinyongia asheorum sp. n., a new montane chameleon from the Nyiro Range, northern Kenya (Squamata: Chamaeleonidae). Zootaxa, n. 2028, p. 41-50.